# Chester (Texas)
Chester es un pueblo ubicado en el condado de Tyler en el estado estadounidense de Texas. En el Censo de 2010 tenía una población de 312 habitantes y una densidad poblacional de 76,48 personas por km².

## Geografía
Chester se encuentra ubicado en las coordenadas 30°55′17″N 94°36′0″O / 30.92139, -94.60000. Según la Oficina del Censo de los Estados Unidos, Chester tiene una superficie total de 4.08 km², de la cual 4.08 km² corresponden a tierra firme y (0%) 0 km² es agua.

## Demografía
Según el censo de 2010, había 312 personas residiendo en Chester. La densidad de población era de 76,48 hab./km². De los 312 habitantes, Chester estaba compuesto por el 95.83% blancos, el 1.28% eran afroamericanos, el 0.32% eran amerindios, el 0% eran asiáticos, el 0% eran isleños del Pacífico, el 1.6% eran de otras razas y el 0.96% pertenecían a dos o más razas. Del total de la población el 3.85% eran hispanos o latinos de cualquier raza.